# Brasil Open 2001
Il Brasil Open 2001 è stato un torneo di tennis giocato sulla cemento. È stata la 1ª edizione del Brasil Open, che fa parte della categoria International Series nell'ambito dell'ATP Tour 2001 e della categoria Tier II nell'ambito del WTA Tour 2001. Si è giocato nel complesso Costa do Sauipe di Mata de São João, in Brasile, dal 10 settembre al 16 settembre 2001.

## Campioni

### Singolare maschile
Jan Vacek ha battuto in finale  Fernando Meligeni con il punteggio di 2–6, 7–6(2), 6–3.

### Doppio maschile
Enzo Artoni /  Daniel Melo ha battuto in finale  Gastón Etlis /  Brent Haygarth con il punteggio di 6–3, 1–6, 7–6(5).

### Singolare femminile
Monica Seles hanno battuto in finale  Jelena Dokić con il punteggio di 6–3, 6–3.

### Doppio femminile
Amanda Coetzer /  Lori McNeil hanno battuto in finale  Nicole Arendt /  Patricia Tarabini con il punteggio di 6(8)–7, 6–2, 6–4.